# سیارک ۲۲۳۵۶۶
سیارک ۲۲۳۵۶۶ (به انگلیسی: 223566 Petignat، نامگذاری:2004FL17)۲۲۳۵۶۶مین سیارک کشف شده‌است که در ۲۲ مارس ۲۰۰۴ کشف شد.